# 완전 이분 그래프
그래프 이론에서 완전 이분 그래프(完全二分graph, 영어: complete bipartite graph)란 꼭짓점의 집합이 서로 겹치지 않는 두 집합 X와 Y의 합집합이고 X의 모든 꼭짓점이 Y의 각각의 꼭짓점과 하나의 변으로 연결되어 있는 이분 그래프이다.

## 정의
집합 {\displaystyle V}의 {\displaystyle k}조각 분할
{\displaystyle V=V_{1}\sqcup \dotsb V_{k}}
가 주어졌다고 하자. 이 집합의 분할에 대응하는 완전 {\displaystyle k}분 그래프(영어: complete {\displaystyle k}-partite graph)는 위와 같은 분할에 대하여 {\displaystyle k}분 그래프를 이루는, 가장 변을 많이 갖는 그래프이다. 즉, 그 변의 집합은 다음과 같은 꼴이다.
{\displaystyle E=\bigsqcup _{1\leq i<j\leq k}V_{i}\times V_{j}}
{\displaystyle V_{1},\dotsc ,V_{k}}의 집합의 크기가 각각 {\displaystyle n_{1},\dotsc ,n_{k}}일 때, 이에 대응하는 완전 {\displaystyle k}분 그래프는 {\displaystyle K_{n_{1},\dotsc ,n_{k}}}로 표기한다.
{\displaystyle k=1}일 경우, 이는 완전 그래프와 같다. {\displaystyle k=2}일 경우 이를 완전 이분 그래프(完全二分graph, 영어: complete bipartite graph), {\displaystyle k=3}일 경우 이를 완전 삼분 그래프(完全三分graph, 영어: complete tripartite graph)라고 한다.

## 성질

### 색칠
정의에 따라, 완전 {\displaystyle k}분 그래프는 {\displaystyle k}분 그래프이며, 그 채색수는 {\displaystyle k} 이하이다.
{\displaystyle \chi (K_{n_{1},\dotsc ,n_{k}})\leq k}
특히, 만약 {\displaystyle 0<\min\{n_{1},\dotsc ,n_{k}\}}일 경우, 그 채색수는 {\displaystyle k}이다.
{\displaystyle 0<\min\{n_{1},\dotsc ,n_{k}\}\implies \chi (K_{n_{1},\dotsc ,n_{k}})=k}

### 크기
완전 {\displaystyle k}분 그래프 {\displaystyle K_{n_{1},\dotsc ,n_{k}}}의 꼭짓점의 수는
{\displaystyle |V(K_{n_{1},\dotsc ,n_{k}})|=\sum _{i=1}^{k}n_{k}}
이며, 변의 수는
{\displaystyle |V(K_{n_{1},\dotsc ,n_{k}})|=\prod _{i=1}^{k}n_{k}}
이다.

### 그래프의 평면성
평면 그래프는 {\displaystyle K_{3,3}}를 그래프 마이너로 가질 수 없다. 반대로, 평면 그래프가 아닌 모든 그래프는 {\displaystyle K_{3,3}} 또는 {\displaystyle K_{5}}를 그래프 마이너로 갖는다 (바그너 정리 영어: Wagner’s theorem)

## 예

K3,1
K3,2
K3,3

## 역사
이미 1669년에 아타나시우스 키르허가 완전 이분 그래프의 그림을 출판하였다.